# Girabola 1991
Der Girabola 1991 war die 13. Saison des Girabola, der höchsten Spielklasse im Fußball in Angola. Es nahmen 16 Mannschaften teil, die je zwei Mal gegeneinander antraten.
Primeiro de Agosto aus der Hauptstadt Luanda gewann seine vierte Meisterschaft. Zudem errang er gegen Petro Luanda erst den angolanischen Pokal und danach den angolanischen Supercup. Primeiro de Agosto gelang damit als erstem Klub das angolanische Triple.
Sagrada Esperanças Stürmer Amaral Aleixo wurde mit 23 Treffern Torschützenkönig der Saison 1991 und wechselte danach zu Petro Luanda.

## Tabelle
Vermutlich durch die Wirren und Zerstörungen des angolanischen Bürgerkriegs (1975–2002) sind kaum Daten zur Saison vermerkt, und es ist keine detaillierte Abschlusstabelle erhalten. Abschließend vermerkt sind nur der erstplatzierte CD Primeiro de Agosto und der zweitplatzierte GD Sagrada Esperança aus Dundo, und dazu die zwei Absteiger Desportivo da Cuca und Desportivo de Saurimo. Der Klub Desportivo TAAG änderte nach der Saison seinen Namen in Atlético Sport Aviação.
| Platz | Verein                | Anmerkung |
| ----- | --------------------- | --------- |
| 1.    | Primeiro de Agosto    | (P)       |
| 2.    | GD Sagrada Esperança  |           |
| ?     | Petro Luanda          | (M)       |
| ?     | Petro Huambo          |           |
| ?     | Primeiro de Maio      |           |
| ?     | Ferroviário Huíla     |           |
| ?     | Benfica Huambo        |           |
| ?     | GD Interclube         |           |
| ?     | FC Cabinda            |           |
| ?     | Desportivo Eka        |           |
| ?     | Sporting Benguela     |           |
| ?     | Desportivo TAAG       |           |
| ?     | Nacional Benguela     | (N)       |
| ?     | Benfica Cabinda       | (N)       |
| ?     | Desportivo de Saurimo | (N)       |
| ?     | Desportivo da Cuca    |           |

(Stand: Endstand, keine detailliertere Daten vermerkt)
| (M) | amtierender angolanischer Meister     |
| (P) | amtierender angolanischer Pokalsieger |
| (N) | Neuaufsteiger der letzten Saison      |